# Mammed Amin Rasulzade
Məmməd Əmin Rəsulzadə /mæhæmˈmæd æˈmin ɾæsulzɑːˈdæ/ (31 de janeiro de 1884 - 6 de março de 1955) foi um estadista do Azerbaijão.